# Carlos Pinto
Carlos Heriberto Pinto Rosas (ur. 7 sierpnia 1985 w Culiacán) – meksykański piłkarz występujący na pozycji prawego obrońcy, obecnie zawodnik Dorados. Jego brat Fausto Pinto również jest piłkarzem.

## Kariera klubowa
Pinto pochodzi z miasta Culiacán i jest wychowankiem tamtejszego klubu Dorados de Sinaloa, początkowo występując na pozycji napastnika. Do seniorskiej drużyny został włączony jako dziewiętnastolatek przez kostarykańskiego szkoleniowca Alexandre Guimarãesa, jednak w meksykańskiej Primera División zadebiutował dopiero rok później, za kadencji hiszpańskiego trenera Juana Manuela Lillo, 29 października 2005 w przegranym 0:2 spotkaniu z Tecos UAG. W międzyczasie został przesunięty do środka pola, lecz nie mogąc wywalczyć sobie miejsca w składzie, w styczniu 2006 udał się na wypożyczenie do drugoligowego Trotamundos de Tijuana. Tam spędził pół roku w roli podstawowego zawodnika, natomiast pod jego nieobecność Dorados spadli z najwyższej klasy rozgrywkowej. On sam na pierwszoligowym zapleczu został kluczowym graczem Dorados, w ciągu kolejnych lat odnosząc pomniejsze sukcesy w drugiej lidze – w wiosennym sezonie Clausura 2007 triumfował w Primera División A, zaś podczas jesiennego sezonu Apertura 2007 i pół roku później – w sezonie Clausura 2008 docierał do finału tych rozgrywek. Nie zaowocowało to jednak powrotem do pierwszej ligi.
Latem 2008 Pinto został zawodnikiem innego drugoligowca – ekipy Querétaro FC, gdzie z miejsca został ważnym ogniwem defensywy i już w sezonie Apertura 2008 triumfował w rozgrywkach Primera División A, zaś na koniec rozgrywek 2008/2009 awansował do najwyższej klasy rozgrywkowej. Tam, 14 listopada 2009 w wygranej 4:0 konfrontacji z San Luis, strzelił swojego premierowego gola w pierwszej lidze, jednak jednocześnie został relegowany do roli rezerwowego, którą pełnił przez kolejne półtora roku. W styczniu 2011 udał się na wypożyczenie do drugoligowego Tiburones Rojos de Veracruz, gdzie bez poważniejszych osiągnięć występował przez sześć miesięcy, po czym został wypożyczony do innego drugoligowca – tym razem CD Irapuato, którego barwy również reprezentował przez półrocze. Później – również na zasadzie wypożyczenia – powrócił do drugoligowego Dorados de Sinaloa, gdzie spędził półtora roku; w sezonie Apertura 2012 jako kluczowy defensor doszedł do finału rozgrywek ligowych oraz zdobył puchar Meksyku – Copa MX.
W lipcu 2013 Pinto przeniósł się do drugoligowego Delfines del Carmen z siedzibą w Ciudad del Carmen na mocy współpracy pomiędzy obydwoma klubami (Querétaro i Delfines posiadały wspólnego właściciela – Grupo Oceanografía). Tam występował jako podstawowy gracz przez rok, po czym zespół został rozwiązany, a on sam po raz trzeci w karierze został zawodnikiem Dorados de Sinaloa. W sezonie Clausura 2015 triumfował z nim w rozgrywkach drugoligowych, bezpośrednio po tym awansując z Dorados na najwyższy szczebel rozgrywek po dziewięciu latach nieobecności.
| Sezon     | Klub                        | Kraj   | Rozgrywki  | Mecze | Bramki |
| --------- | --------------------------- | ------ | ---------- | ----- | ------ |
| 2005/2006 | Dorados de Sinaloa          | Meksyk | Liga MX    | 2     | 0      |
| 2005/2006 | Trotamundos de Tijuana      | Meksyk | Ascenso MX | 16    | 0      |
| 2006/2007 | Dorados de Sinaloa          | Meksyk | Ascenso MX | 39    | 2      |
| 2007/2008 | Dorados de Sinaloa          | Meksyk | Ascenso MX | 42    | 3      |
| 2008/2009 | Querétaro FC                | Meksyk | Ascenso MX | 35    | 5      |
| 2009/2010 | Querétaro FC                | Meksyk | Liga MX    | 22    | 1      |
| 2010/2011 | Querétaro FC                | Meksyk | Liga MX    | 6     | 0      |
| 2010/2011 | Tiburones Rojos de Veracruz | Meksyk | Ascenso MX | 16    | 0      |
| 2011/2012 | CD Irapuato                 | Meksyk | Ascenso MX | 15    | 2      |
| 2011/2012 | Dorados de Sinaloa          | Meksyk | Ascenso MX | 13    | 0      |
| 2012/2013 | Dorados de Sinaloa          | Meksyk | Ascenso MX | 22    | 0      |
| 2013/2014 | Delfines del Carmen         | Meksyk | Ascenso MX | 33    | 2      |
| 2014/2015 | Dorados de Sinaloa          | Meksyk | Ascenso MX | 33    | 0      |
| 2015/2016 | Dorados de Sinaloa          | Meksyk | Liga MX    |       |        |